# Johann Gottlieb Gleditsch (Botaniker)

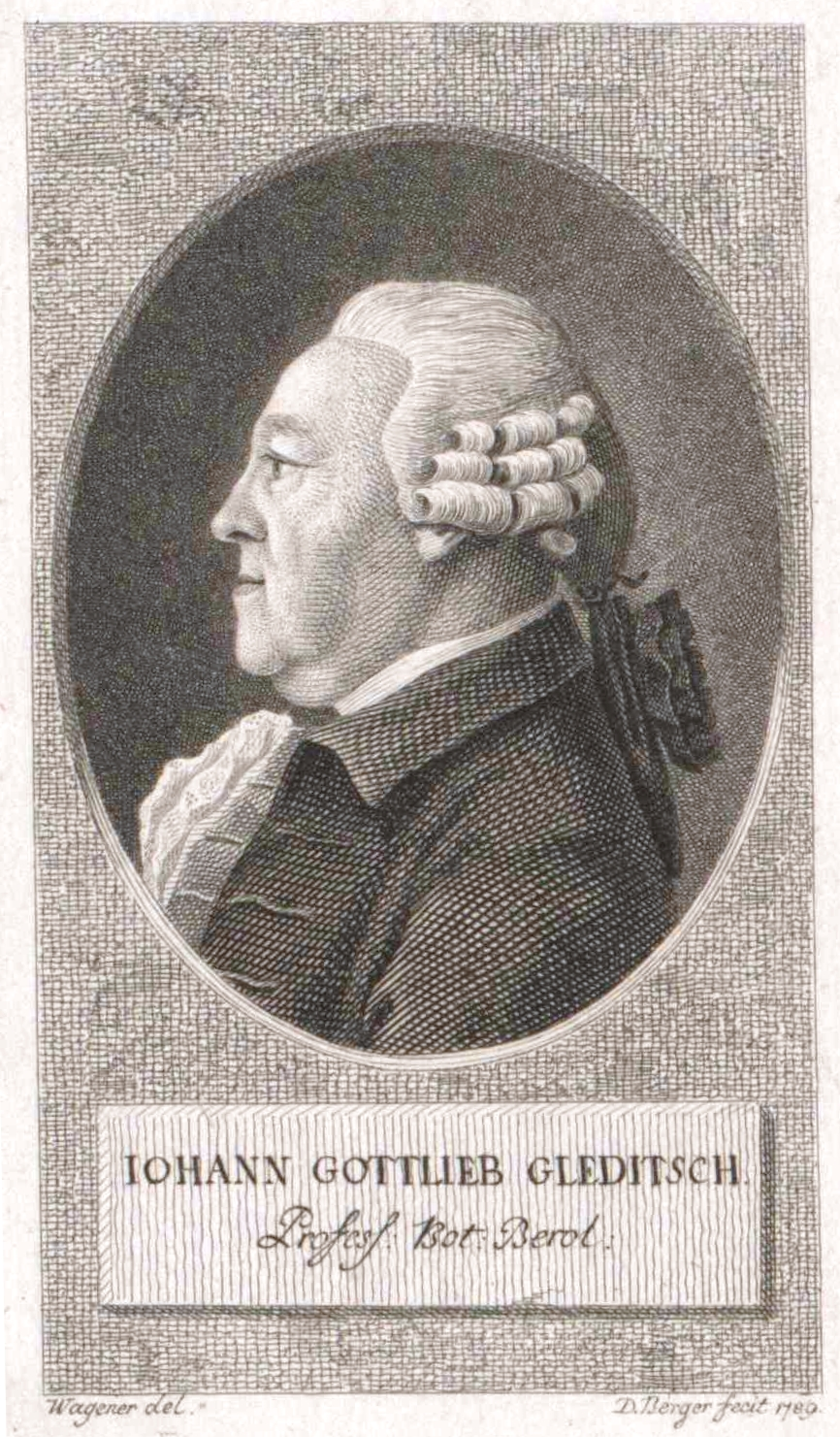
Johann Gottlieb Gleditsch, Stich von Daniel Berger (1789)

Johann Gottlieb Gleditsch (* 5. Februar 1714 in Leipzig, Kurfürstentum Sachsen; † 5. Oktober 1786 in Berlin, Königreich Preußen) war ein deutscher Botaniker und Arzt. Sein offizielles botanisches Autorenkürzel lautet „Gled.“

## Leben

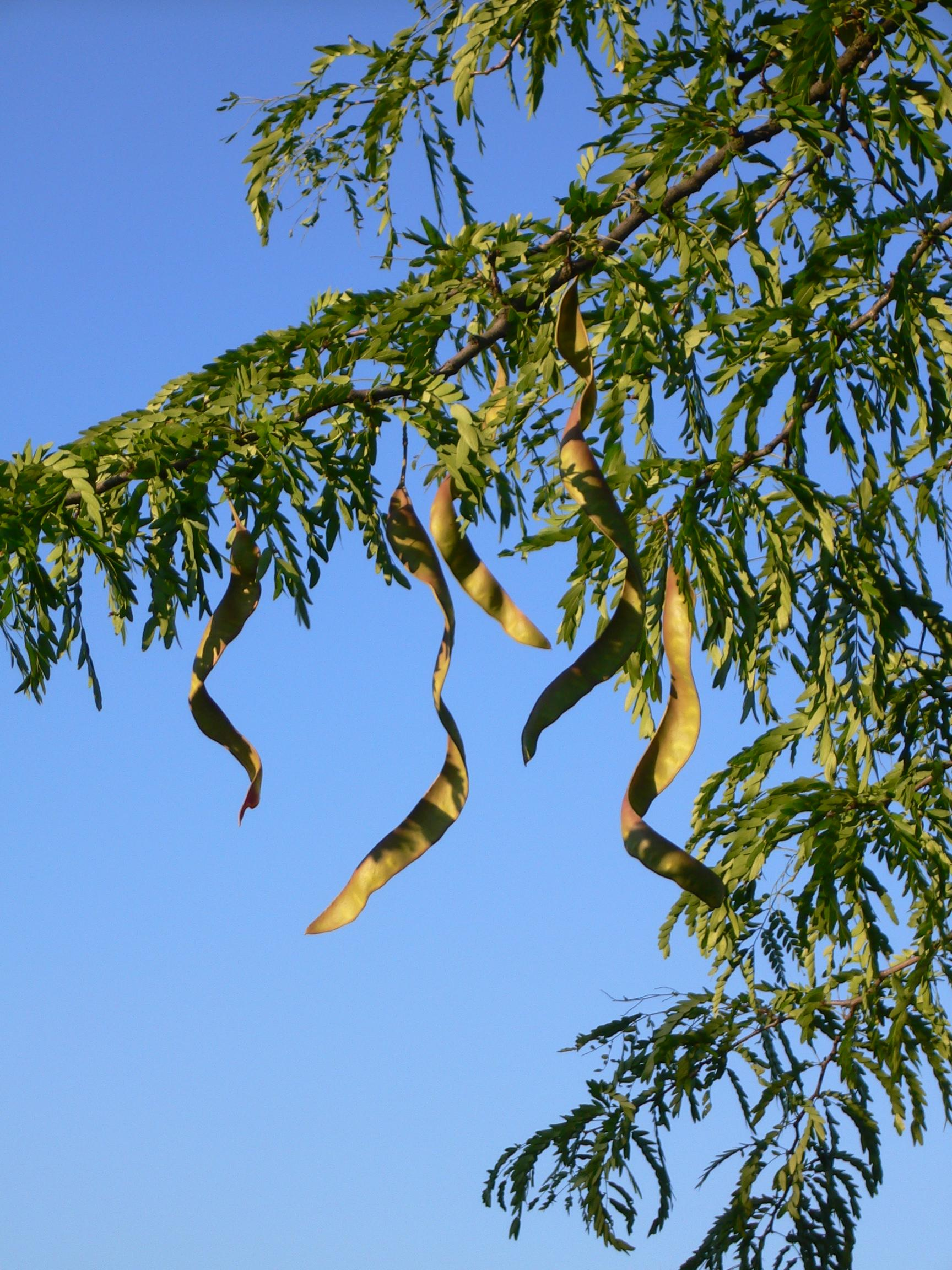
Die Gattung der Gleditschien – hier ein Ast einer Amerikanischen Gleditschie – ist nach Gleditsch benannt.

Johann Gottlieb war ein Sohn des Leipziger Stadtmusikus Johann Caspar Gleditsch († 1747) und dessen Ehefrau Anna Sophia Müller († 1749). Er studierte von 1728 bis 1735 Philosophie und Medizin an der Universität Leipzig, wo er 1732 zum Dr. phil. promoviert wurde. Lehrer im Fach Botanik war vor allem Johann Ernst Hebenstreit, den er von 1731 bis 1735 als Aufseher des Boseschen- und akademisch-botanischen Gartens vertrat. 1735 ging Gleditsch zu Dr. Haenel, der eine ärztliche Praxis in Annaberg betrieb.
Um 1737 erhielt er eine Anstellung am Collegium medico-chirurgicum Berlin und wurde 1740 Kreisphysikus in Lebus. 1742 Promotion zum Dr. med. an der Universität Frankfurt (Oder). Dort hielt er auch Vorlesungen über Physiologie und medizinische Botanik.
Etwa seit 1730 betrieb Georg Friedrich von Zieten in Trebnitz zusammen mit Johann Gottlieb Gleditsch die Einrichtung eines botanischen Gartens nach dem Vorbild des Leidener Hortus botanicus. Dem 1737 von Gleditsch veröffentlichten Catalogus plantuarum […] Trebnizii zufolge standen in diesem Garten 3025 Arten und Unterarten von Kalt- und Warmhauspflanzen, wie Bananen, Ananas und Kaffee, Blumenzwiebeln und Gehölzen (zitiert aus: Bd. 3, Seite 276 des mehrbändigen Werkes: „Gärten und Parke in Brandenburg / Folkwart und Folkwin Wendland. - Berlin: Lukas-Verlag, 2015-. 5 Bde. - (Schriften der Landesgeschichtlichen Vereinigung für die Mark Brandenburg; N.F. 6“))
Im Jahr 1744 wurde Gleditsch ordentliches Mitglied der Berliner Akademie der Wissenschaften und auch Mitglied der Leopoldina; 1746 zweiter Professor (für Anatomie und Botanik und Materia medica) am Collegium medico-chirurgicum sowie Direktor des Botanischen Gartens Berlin, wo er später Versuche zur Sexualität der Pflanzen, die Rolle der Insekten bei der Bestäubung und über den Einfluss von Klimafaktoren auf Pflanzen anstellte. 1746 wurde ihm eine Anstellung am Botanischen Garten in Sankt Petersburg gegen ein Gehalt von 2.000 Rubel angeboten. Nachdem Friedrich II. Gleditschs Gehalt um 200 Reichstaler erhöhte, blieb dieser in Berlin.
Bekannt wurde Gleditsch durch sein „experimentum berolinense“: Im Botanischen Garten stand eine noch vom Soldatenkönig angeschaffte weibliche Dattelpalme, die noch nie Frucht getragen hatte. Gleditsch ließ im April 1749 aus seiner Heimatstadt Leipzig aus dem dortigen botanischen Garten den blühenden Zweig einer männlichen Dattelpalme nach Berlin bringen. Hiermit bestäubte er die Blüten der Palme, die wenige Monate später erstmals reiche Frucht trug. Mit diesem Versuch wies er die zweigeschlechtliche Vermehrung der Pflanzen nach. In der Zeit von 1754 bis 1764 widmete er sich ausschließlich seinen öffentlichen Lehrämtern.
Ab 1770 hielt er auch Vorlesungen zur Forstwissenschaft an der neu gegründeten Forstlehranstalt. 1773 wurde er ordentliches Mitglied der Gesellschaft Naturforschender Freunde zu Berlin. 1780 wurde Gleditsch Mitglied der Hofapothekerkommission in Berlin. Des Weiteren wurde er Aufseher des Naturalienkabinetts der Akademie, das im Turm der Berliner Sternwarte untergebracht war. Seit 1776 war er Ehrenmitglied der Russischen Akademie der Wissenschaften in Sankt Petersburg.
Gleditsch interessierte sich auch für die künstliche Besamung. Mitte des 18. Jahrhunderts hatte er ein Verfahren kennengelernt, das bei Forellen und Lachsen anwendbar war:

„Die erwähnte künstliche Befruchtung, hat Hr. Gl. vom Hrn. Bar. von Veltheim zu Harbser erhalten. […] Das Wesentliche besteht darin, daß ein Weibchen, welches reife Eyer im Leibe hat, gelinde gestrichen wird, daß es solche ins Wasser fallen läßt; man nimmt alsdenn eben dergleichen mit einem Männchen vor, daß desen Saamen über die Eier sprüzt.“

Gleditsch erwarb sich große Verdienste als Lehrer und zählt zu den ersten, die dem Forstwesen eine naturwissenschaftliche Grundlage gegeben haben.

### Familie
Am 16. April 1744 heiratete er Anna Theodora Waltherinn. Aus der Ehe gingen sieben Kinder hervor, darunter vier Söhne, von denen zwei früh starben, sowie drei Töchter:
- Johann Friedrich Albert Michael, Assessor der königlichen Bergwerks- und Hütten-Administration ⚭ N.N. Wernitz
- Carl Daniel Gottlieb, Jäger in Oranienburg
- Anna Sophie Caroline Margarethe ⚭ Friedrich Viktor Schramm, preußischer Hauptmann der Artillerie, nachmaliger Generalmajor
- Theodora Catarina Margarethe Elisabeth ⚭ Paul Gerhard, geheimer Forstsekretär
- Albertine Pauline Louise

## Ehrungen
Die Gattung der Gleditschien (Gleditsia J.Clayton) aus der Unterfamilie der Johannisbrotgewächse (Caesalpinioideae) ist nach ihm benannt.
Die botanische Zeitschrift Gleditschia, die zwischen 1973 und 2001 in Berlin erschien, trug seinen Namen – wie auch seit 1893 die Gleditschstraße in Berlin-Schöneberg, unmittelbar angrenzend an den vom 18. Jahrhundert bis um 1910 bestehenden Botanischen Garten in Berlin-Schöneberg, den er geleitet hatte.

## Schriften (Auswahl)
- Methodus fungorum exhibens genera, species et varietates cum charactere, differentia specifica, synonomis, solo, loco et observationibus, 1753 (online).
- Abhandlung von Vertilgung der Zug-Heuschrecken und den eigentlichen Hülfs-Mitteln, die sich auf eine richtige und Naturmäßige Erkäntniß dieses Ungeziefers gründen, 1754 (Digitalisat)
- Betrachtung über die Beschaffenheit des Bienenstandes in der Mark Brandenburg. Nebst einem Verzeichnisse von Gewächsen aus welchem die Bienen ihren Stoff zum Honig und Wachse einsammeln. Riga und Mietau 1769 (Digitalisat)
- Systematische Einleitung in die neuere, aus ihren eigentümlichen physikalisch-ökonomischen Gründen hergeleitete Forstwissenschaft, 2 Bände, Berlin 1774 bis 1775 (Bd. 1, Bd. 2, jeweils Digitalisat und Volltext der Bayerischen Staatsbibliothek).
- Vermischte botanische und oekonomische Abhandlungen. Hesse, Berlin 1789 (Bd. 1, Bd. 2, Bd. 3, jeweils Digitalisat und Volltext im Deutschen Textarchiv), Bd. 4. Hesse, Berlin 1790.
- Einleitung in die Wissenschaft der rohen und einfachen Artzeneymittel: nach physicalisch-chymischen und medicinisch-praktischen Gründen. [S.l.], [ca. 1800]. urn:nbn:de:hbz:061:2-146975, Universitäts- und Landesbibliothek Düsseldorf